# یون پوپسکو-گوپو
یون پوپسکو-گوپو (رومانیایی: Ion Popescu-Gopo؛ تلفظ رومانیایی: [iˈon poˈpesku ˈɡopo]؛ ۱ مهٔ ۱۹۲۳ – ۲۹ نوامبر ۱۹۸۹) یک کاریکاتوریست، کارگردان فیلم، پویانما، و هنرپیشه اهل رومانی بود.

## گزیده فیلم‌شناسی
از فیلم‌هایی که وی در آن‌ها نقش داشته است، می‌توان به بمبی دزدیده شد اشاره نمود.

## جوایز
او در سال ۱۹۵۷ میلادی بابت فیلم کوتاهش «یک تاریخچهٔ مختصر»، برندهٔ نخل طلای فیلم کوتاه شد و یکی از معدود هنرمندان رومانیایی قرن بیستم است که در جشنوارهٔ کن جایزه گرفته‌اند.